# Marlybrug
De Marlybrug is een betonnen liggerbrug over de Grote Nete op de grens van de gemeenten Westerlo en Herselt in de Belgische provincie Antwerpen. De brug werd gebouwd in 1952. De brug bestaat uit één overspanning met een totale lengte van 12,6 m.

## Naamgeving
De naam is afgeleid van de vroegere afspanning, hotel "De Marly", die nabij de brug gelegen was.
Waar de naam "Marly" zelf vandaan komt, is niet helemaal duidelijk. Mogelijk komt de naam van de Machine van Marly, gelegen langs de Seine in Bougival. Dit was een grote waterradconstructie waarmee water werd opgepompt om de vijvers en fonteinen van het kasteel van Versailles van water te voorzien. Vermoedelijk stond er in Westerlo in vroeger tijden een gelijkaardige waterradconstructie, bediend door het Laakske, een zijrivier van de Grote Nete.
De naam "Marly" is ook terug te vinden in Vilvoorde, aan de Marly-site waar tot 2004 een cokesfabriek gelegen was.
Etymologisch is "Marly" waarschijnlijk afkomstig van "Marla" of "Marleium". Dit is "vette grond in de buurt van een rivier".